# Пегаспаргаза
Пегаспаргаза  (INN: Pegaspargase) — діюча речовина, що використовується для лікування гострої лімфобластної лейкемії (ГЛЛ). Часто у комбінації з антрацикліном, вінкристином і преднізоном. Препарат на основі цієї речовини був схвалений Управлінням з продовольства і медикаментів США у 1994 році, Європейським агентством з лікарських засобів 2016 року. Пегаспаргазу включено до орієнтовного переліку основних лікарських засобів, розробленого ВООЗ.

## Розробка
1961 року було винайдено аспарагіназу, яку виділили з сироватки крові морських свинок. Аспарагіназа використовувалася у США як препарат Elspar. Згодом розробили пегільовану форму аспарагінази — пегаспергазу, яку 1994 року ліцензували в США під комерційною назвою "Oncaspar".

## Фармакологія
Пегаспаргаза є багатофункціональною органічною сполукою, ковалентним кон’югатом L-аспарагінази, отриманої з кишкової палички (Escherichia coli), з монометоксиполіетиленгліколем (ферментом, який розщеплює аспарагін, що його застосовують для лікування ГЛЛ).
Механізм дії пегаспаргази аналогічний до аспарагінази. Пегаспаргаза ферментативно розщеплює аспарагін на аспарагінову кислоту та аміак. Нестача L-аспарагіну в крові викликає пригнічення синтезу білків і синтезу нуклеїнових кислот, насамперед отриманих з T-лімфоцитів, які мають слабку здатність синтезувати L-аспарагін (що призводить до їхнього апоптозу). Пегаспаргаза має найбільшу активність у G1-фазі клітинного циклу.
Порівнюючи з L-аспарагіназою, у пегаспаргази значно довший період циркуляції, завдяки чому її треба рідше вводити в організм.

### Протипоказання та побічні дії
Підвищена чутливість до компонентів препарату; гострий панкреатит або панкреатит в анамнезі; виражені геморагічні ускладнення, пов’язані з терапією L-аспарагіназою; тяжкі алергічні реакції в анамнезі (генералізована уртикарія, бронхоспазм, набряк гортані, артеріальна гіпотензія). Використання препарату під час вагітності може зашкодити дитині. Не рекомендується вживати песпарагазу під час грудного вигодовування.